# زهو زهينغيو
زهو زهينغيو (بالصينية: 朱征宇) (12 يناير 1995 في الصين - ) هو لاعب كرة قدم صيني في مركز الوسط.

## روابط خارجية
- زهو زهينغيو على موقع قاعدة بيانات كرة القدم.إي يو (الإنجليزية)
- زهو زهينغيو على موقع Soccerway.com (الإنجليزية)